# Râul Bicău
Râul Bicău este un curs de apă afluent al râului Someș. 

## Hărți
- Harta Județul Satu Mare